# Assuaili

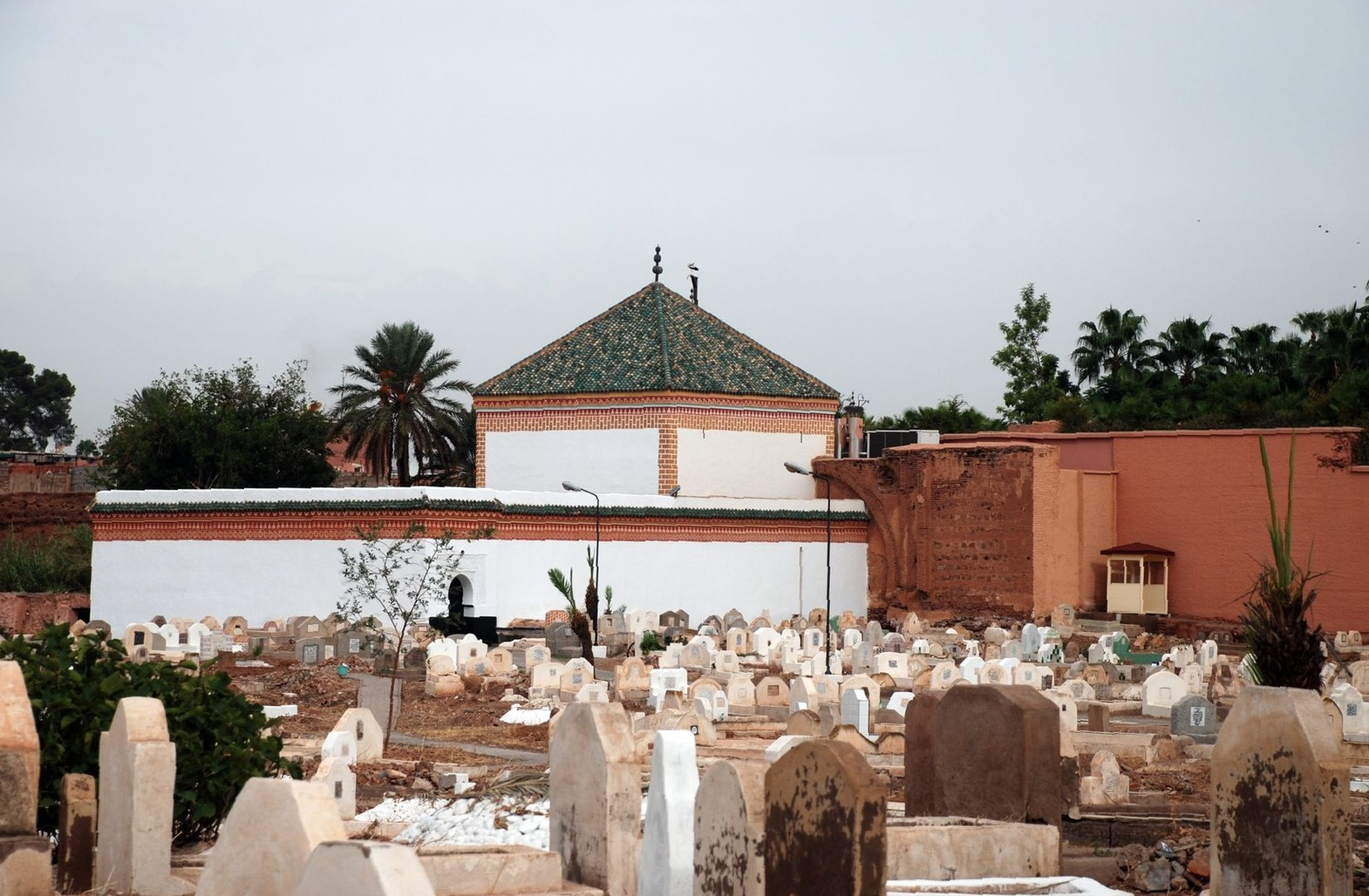
Mausoléu de Cide Assuaili em Marraquexe

Abedalá Assuaili (em árabe: عبد الله السهيلي; romaniz.: Abd Allah al-Suhaili) ou Cide Assuaili (em francês: Sidi Souhaeil), cujo nome completo era Cide Abu Alcácime Abederramão ibne Abedalá Assuaili (Sidi Abu al-Qasim Abd al-Rahman b. Abd Allah al-Suhayli; Fuengirola, 1114 — Marraquexe, 1185) foi um ulemá (erudito) sufista e autor de livros sobre gramática e direito islâmico, que nasceu em Suail (atual Fuengirola), no Alandalus (Ibéria muçulmana), e morreu em Marraquexe. É um dos Sabatu Rijal (Sete Santos de Marraquexe) e é conhecido principalmente pelo seu comentário sobre a sira (biografia do Profeta Maomé) de ibne Hixame, o Raude Alunufe (título completo: ar-Rauḍ al-unuf fī xarḥ al-sīra al-Nabauia li-ibn Hixām. ua-maʿahu al-Sīra al-Nabauia).
Assuaili foi para Marraquexe cerca de 1182, chamado pelo califa almóada Iacube Almançor. Morreu três anos depois, onde foi sepultado. A sua zauia encontra-se num cemitério perto da porta da muralha Bab er Robb, e esconde outra antiga porta chamada Bab Ech Charia, que deu o nome ao cemitério. O mausoléu é visitado por muitos peregrinos e nele só muçulmanos estão autorizados a entrar. O cemitério ocupa o local onde as tropas almóadas de Abde Almumine derrotaram os almorávidas em 1147.

## Obras
- ar-Rauḍ al-unuf fī xarḥ al-sīra al-Nabauia li-ibn Hixām. ua-maʿahu al-Sīra al-Nabauia (7 volumes), publicado em 1967. Tradução em alemão por Schaade, Arthur, 1908: Die Kommentare des Suhailī und des Abū Ḍarr zu den Uḥud-Gedichten in der Sīra des Ibn Hišam

- al-Taʿrīf wa-al-iʿlām li-mā ubhima min al-Qurʾān min al-asmāʾ wa-al-aʿlām, publicado em Beirute em 1987